# 若松勉
若松 勉（わかまつ つとむ、1947年4月17日 - ）は、北海道留萌市出身の元プロ野球選手（外野手）、野球指導者、野球解説者。
現役時代はヤクルトアトムズ・スワローズで長きにわたって活躍し、引退後はヤクルトで打撃コーチ・二軍監督・監督を務めた「ミスター・スワローズ」。広角に打ち分ける巧みなバッティングで高打率を残し、公称168cmと小柄な体格ながらも通算220本塁打、2173安打を放つなど、数々の記録を打ち立てたことから「小さな大打者」の異名を持つ。
2020年終了時点で、NPBで通算6000打席以上の中で打率1位（4000打席以上では3位、日米通算では4位）。年間打率3割12回は川上哲治と並んで歴代3位。

## 経歴

### プロ入り前
北海道留萌市で国鉄職員の長男として生まれる。父の竹四郎は、社会人野球の強豪・函館オーシャンの元選手で、アマチュア審判員の資格も持っており、国鉄でも軟式野球チームに所属していた。また野球以外にもノルディックスキーで国体への出場経験があった。そのため若松も幼少の頃から野球とスキーに親しみ、留萌中学校では、夏は野球部、冬はスキー部に所属し、また陸上部の助っ人としても駆り出され中距離走（800m）で大会に出場し優勝している。若松は中学時代のノルディックスキーと中距離走によって、知らず知らずのうちに下半身が鍛えられたと述べている。
北海高校入学時にはスキー部か野球部のどちらに入ろうか迷っていたが、野球部の猛練習を見て入部を決意した。2年生から二塁手のレギュラーになり、チームは1964年夏の甲子園に進出するが、若松は気管支炎のため欠場を余儀なくされる。しかし翌1965年夏の甲子園には、背番号14ながら三番打者、右翼手として出場。1回戦で佐賀商に敗退するがこの試合で4盗塁を決め、その俊足が注目される。卒業後は電電北海道に進む。北海道拓殖銀行、大昭和製紙北海道など強豪が多く、チーム自体は都市対抗に出場できなかったが、補強選手として1967年から4年連続都市対抗に出場。1967年の大会では拓銀に補強され、2回戦で本塁打を打つなど中心打者として活躍し、拓銀の準々決勝進出に貢献した。
公称168cm（自称166cmだった）という小柄な体型で、プロ選手としてやっていく自信がなかったため、プロ入りには自他ともに消極的だった。しかし1970年秋に、翌シーズンからヤクルトアトムズを指揮することになった三原脩新監督の婿で、ヘッド兼打撃コーチの中西太が若松の素質に目を付け、プロ入りを勧めた。プロ入りを嫌って家を空けて逃げ回る若松のもとにはスカウトが7度も訪れ、最後には中西もスカウトに同行して、不安視していた父親と夫人を「体が小さくてもやれる」と説得したので、最終的に若松も夫人に「3年の時間をくれ。3年やってダメだったら、北海道に帰ろう」と言ってプロ入りを決意した。

### 現役時代
1970年のドラフト3位でヤクルトアトムズに入団。背番号は57。指名の第一報は電話で球団のスカウトから伝えられたが、その声が所属チームの監督そっくりだったらしく、若松は「監督、何を冗談言ってるのですか」と信じなかったという（本人は社会人入りして5年経過しても声が掛からなかったこともあって、プロ入りはないと決め込んでいた）。若松は夫人と共に北海道から上京し、入団発表でも夫人を同伴している。
入団後は、プロ入り前から若松の素質に目をつけていた中西コーチとのマンツーマントレーニングで猛練習を積み重ねた。中西のあまりの熱の入れように、三原がなぜお前はそこまで若松に入れ込むのかと尋ねると、中西は「一生懸命やってるから、最後までついて来て人一倍練習やってるし、教えないわけにはいかない」と答えたという。
1971年から左翼手のレギュラーに定着。112試合に出場して規定打席未満（305打席）ながら打率.303を記録した（同年のセ・リーグの3割打者は長嶋茂雄のみ）。同年オフに背番号を1に変更。
1972年には打率.329、リーグ2位の20盗塁という成績を残して首位打者を獲得し、リーグを代表する外野手となる。
1973年もリーグ2位の打率.313を記録する。1972年と1973年は2年連続でリーグで打率3割以上が2人だけだったが、どちらの年も3割を記録したのは若松のみだった。
1974年は全試合出場を果たし、リーグ5位の打率.312で3年連続で3割を残した。
1975年はプロ入り後初めて打率3割を逃すが、外野守備では自己最多の11補殺を記録した。
1976年は張本勲、谷沢健一と激しい首位打者争いを繰り広げ、終盤に失速したものの打率はリーグ3位の.344を記録した。しかし若松自身は首位打者を逃した悔しさから練習量をさらに増やしたという。
翌1977年より中堅手にコンバートされ、同年に打率.358、20本塁打という自己最高の成績で2度目の首位打者を獲得し、ヤクルトの2位躍進の原動力となる。三振数は503打席に立ってわずか14だった。
1978年には大杉勝男、チャーリー・マニエルと共にクリーンナップを組む。開幕時こそ腰痛や腱鞘炎に悩まされ、5月初めの時点では打率.228と不振に陥るが、5月6日の大洋戦で3イニング連続本塁打を記録するとそこから復調した。最終的に水谷実雄と首位打者争いを繰り広げてリーグ2位の打率.341を記録するなど活躍し、チームは開幕から129試合連続得点という記録を打ち立てて初優勝。若松は自身初のセ・リーグMVPに選ばれた。阪急との日本シリーズでは27打数9安打3打点を記録。第5戦では8回表に山田久志から本塁打を打って勝利に貢献し、優秀選手賞を獲得した。シリーズ第7戦までもつれた対決はヤクルトが勝利し、チームは初の日本一となった。
1979年にジョン・スコットが入団したため中堅手から再び左翼手に回る。
1980年にはリーグ2位の打率.351を記録。
1983年も真弓明信（阪神タイガース）に次ぐリーグ2位の打率.337を記録。
1985年10月9日の対阪神戦で5回表にリチャード・ゲイルから右前安打を打って史上21人目となる通算2000安打を達成。日本プロ野球名球会会員となる。
1986年から打撃コーチ補佐兼任となり（1989年はコーチに昇格）、土橋正幸監督に栗山英樹をスイッチヒッターに転向させるよう進言し、栗山に対して熱心に打撃指導を行った。その甲斐あって栗山はこの年、規定打席未満（258打席）ではあったが打率.301を記録し、右翼手のレギュラーを獲得している。
1987年4月21日の対中日戦で、守備の際にマーク・ブロハードと衝突して尾骨を骨折する。この怪我の影響で、持病の腰痛が悪化して守備につくことが難しくなったため、関根潤三監督は若松を代打専門で起用するようになった。この年には代打打率.444（36打数16安打）を記録。以後引退までの3年間、代打の切り札として活躍し、通算代打成績は打率.349（258打数90安打）12本塁打70打点という好成績であった。
1989年限りで現役引退。ヤクルト一筋19年、42歳まで現役を全うした。生涯通算打率（4000打数以上）.31918は歴代3位（2019年終了時点）の記録であり、5000打数以上の中では歴代1位（2019年終了時点）である。現役時代に付けていた背番号「1」は、若松の引退後、「永久欠番に」との署名が多く集まり、以降背番号「1」は池山隆寛・岩村明憲・青木宣親・山田哲人といったチームの顔となる生え抜き選手のみに着用が許される番号となった。若松は球団社長の相馬和夫から監督候補として期待されており、相馬の意向を受けた関根から指導者としてのレクチャーを受けていた。そのためオーナーの松園尚巳による長嶋茂雄監督招聘構想が完全に頓挫した8月頃には、引退と同時に次期監督への就任が濃厚と噂されたが、球団内には「すぐ監督してもうまくいかない」と危ぶむ声もあり、また本人も難色を示したため話は立ち消えとなって、オーナー代行の桑原潤が推す元南海ホークス監督の野村克也が新監督に就任した。

### 引退後
1990年から1992年までテレビ朝日・文化放送野球解説者と日刊スポーツ野球評論家。
1993年一軍打撃コーチとしてヤクルトに復帰。
1995年から1996年まで二軍監督、1997年から1998年まで再び一軍打撃コーチ。
1999年から野村の後を受けて監督に就任し2005年まで務めた。
監督就任にあたってはスローガンに「データ+スピード＆パワー」を掲げた。これは選手の地力（スピードとパワー）を向上させることで、「ID野球」を主唱した前監督野村時代のようなデータ重視の野球だけではなく、根本からチーム力を底上げしようと図ったものであった。若松は在任中にこの目標を完全に達成することはできなかったが、日本一に加えて球団史上初の4年連続Aクラス入りを果たした。野手の起用においては、生え抜き組・移籍組を問わずベテラン選手を多く起用する傾向があったものの、一方で岩村明憲・青木宣親らのように若松の下で大きく成長した若手選手もおり、新旧交代に著しい支障をきたすことは無かった。投手の起用に関しては率直に自らの本分ではないことを認め、おおむね投手コーチの小谷正勝・伊東昭光に一任していた。また、現役引退後は球団広報を務めていた杉村繁の指導者としての資質を買って打撃コーチ補佐に抜擢している（のち打撃コーチに昇格）。二軍監督時代スカウトの小川淳司の人間性、我慢強さを買いコーチで抜擢した（若松は「球団から将来的に球団を背負ってスカウトだから」と渋りましたが無理矢理二軍コーチに配置転換してもらいました。」と述べている）。
2001年は川崎憲次郎がFAで移籍、ジェイソン・ハッカミーが退団、伊藤智仁・山部太が故障離脱と先発投手陣に深刻な不安を抱えた状態で開幕を迎え、苦戦が予想された。しかし、ベテラン古田敦也がチームを牽引し、主砲ロベルト・ペタジーニを筆頭とする強力打線が猛威を振るうと、懸念されていた投手陣も、若松が抜擢した2年目の藤井秀悟が14勝を挙げて最多勝を獲得し、テスト入団の入来智（若松が「入来が10勝しましたが、テストで最後まで絞ったときに、気迫、根性を感じて獲得したんです」と述べている）・前田浩継や8月に加入したケビン・ホッジスらが奮闘して穴を埋め、チーム防御率3.41とリーグトップの数字を残して戦前の不安を払拭し、終盤で巨人を追い抜いてリーグ優勝を果たした。
10月6日、優勝を決め胴上げされた直後のインタビューで「ファンの皆様、本当にあの…あの…おめでとうございます」と発言した。この発言についてはマスメディア等で「ありがとうございます」を言い間違えたのだなどと揶揄されたが、若松自身は「温かい目で見守り、熱い応援をしてくれた。そんなファンに真っ先に感謝したかった。私は『ありがとうございます』と言うより、『おめでとうございます』と言ったほうが、感謝の気持ちを表すにはふさわしいと思った」と述懐している。この言葉は、同年の新語・流行語大賞の語録賞に選出されている。ちなみに2015年のヤクルトのリーグ優勝およびクライマックスシリーズ制覇時に、2001年優勝メンバーであった真中満監督がインタビューの際にこの言葉を引用し、また2021年のヤクルトのリーグ優勝時の神宮最終戦におけるセレモニーの挨拶の中でも高津臣吾監督が引用しており、この言葉はヤクルトの優勝監督が発する“伝統芸”となっている。
日本シリーズでは近鉄と対戦し、第1戦の石井一久の好投、古田の攻守にわたる活躍により、4勝1敗で日本一に輝いた。
2004年6月9日横浜戦の7回の守備で佐伯貴弘が打った内野ゴロの判定を巡って抗議した際、一塁塁審の小林和公審判員の胸を両手で突き、暴力行為で退場を宣告された。若松監督自身は現役時代も含めてプロ31年目で初の退場となった。プロ野球再編問題では、管理職である監督という立場にもかかわらず、大阪近鉄バファローズのオリックス・ブルーウェーブへの吸収合併に反対する選手会の署名活動に参加し、自らも合併反対の署名をしている。必死に活動する古田の姿を見て協力できることがあれば何でも協力してあげたいと思い、また球団が「身売り」ではなく「消滅」すれば、選手やスタッフが職を失うばかりか、その球団のファンが悲しい思いをする。プロ野球はファンあってのもので、我々はファンのおかげで高い給料をもらえているのだから、そのファンのためにも球団を「消滅」させてはならないと考えたからである。と述べている。
2005年10月14日、本拠地神宮球場でのシーズン最終戦（対横浜）終了を以て、7シーズンにわたる監督生活を終えた。退任記者会見では「1度しか日本一になれず申し訳なかった」と発言した。就任前年に親会社で発生したデリバティブ事件のあおりを受けて球団に投じられる予算が激減し、十分な補強を得られない状況下にありながら、チームを立て直して日本一に導き、その後の3年間も連続してAクラスを保ったにもかかわらず、自らの功績を誇示するどころか、かえってこのようなコメントを発するのは異例のことではあったが、実直でチーム一人ひとりへの思いやりが強い若松ならではの一言と評された。
ヤクルト監督時代は7年間でAクラス4回（連続）、優勝・日本一1回という結果を残した。若松はヤクルト球団史上初となる生え抜きの優勝監督であり、現時点ではヤクルトで選手・コーチ・監督の全ての立場でリーグ優勝と日本一を経験した唯一の人物でもある。若松の下でプレーした選手はおおむねその人柄を慕うとともに指導者としての手腕を高く評価しており、古田敦也は「この人を勝たせてあげないといけないと思ってしまう監督」と語り、アレックス・ラミレスは特に尊敬する監督として来日時の監督であった若松の名を挙げている。
2006年より、フジテレビジョン（2008年まで）・北海道文化放送・ニッポン放送解説者・サンケイスポーツ評論家に就任。
2009年1月13日、野球殿堂表彰者選考に於いて競技者部門のプレーヤー表彰で選出され、野球殿堂入りを果たした。同年7月12日に神宮球場で行なわれたヤクルト対横浜戦は皇太子徳仁親王一家が観戦した台覧試合となり、ヤクルトOBの若松が解説役を務めた。12月3日には若松の野球殿堂入りを祝うパーティーが行われ、加藤良三コミッショナー、王貞治、長嶋茂雄、金田正一、中西太、古田敦也、岩村明憲、五十嵐亮太、青木宣親ら約1,100人が出席した。
2011年にはヤクルトの浦添キャンプで臨時打撃コーチを務めた。

## 人物・逸話
現役時代から酷い腰痛に苦しめられていた。ヤクルト球団のトレーナーを務めた田中昭二郎によれば、若松の筋肉は固くて太く、その固さは強い瞬発力を生み出す一方で、柔軟性を欠くために長時間の酷使には耐えられず、筋肉の故障を起こしやすい体質であったという。2001年のリーグ優勝および日本シリーズ優勝の胴上げの際に、石井一久が若松の足を高く持ち上げたため、体重が軽い若松は空中で一回転してしまい、この胴上げ以後、腰痛がさらに悪化してしまった。また、現役引退後にヤクルトで打撃コーチ・二軍監督を務めた頃には、生真面目な性格のためストレスで胃を病んでいる。
一軍監督時代には、シーズン終盤になってようやく当年初の一軍昇格を果たした選手に対して「遅くなってごめんな」と声を掛けてしまい、一軍チーフコーチの渡辺進から「もっと毅然と接しないと」と窘められたこともあった。また監督時代には自前の戦力が中心ながらその隙間を埋めるような形でトレードを行っていたが、いずれも球団主導で、若松自身は監督退任後に「私は誰も、チームからは出したくなかった」と明らかにしている。
若松は「私にとって三原さんが監督の原風景なら、監督として一番影響を与えられたのは広岡さんである」と明言しており、戦術面では広岡の野球を模範とした。一方で「ピッチングや内野守備についてコーチ以上のことを教えられるはずもない」として、広岡のように選手を手取り足取り直接指導する方法は採らず、技術的指導はコーチに任せてその職域を侵さない三原のやり方に倣って、各部門ごとに責任者となるコーチを置いて一任する方針を採り、打撃に関してのみ「よほど気になることがあれば」コーチを通してアドバイスした。古田敦也はこの若松のマネジメント法を「監督に意思がないというよりは、監督自身がそのコーチを任命した時点で、そのコーチを全面的に信頼している」と評しており、各部門の責任者に対して常に目配りを欠かさずコミュニケーションをとっていたため、若松の在任中にはチーム内部の綿密な連携が保たれ、コーチの専横や大きな不協和音は発生しなかったと述べている。また選手の自主性も重んじており、若松がヤクルトの監督であったころはベテラン選手も練習メニューが自由であった。古田はこれについて、プロ野球選手が自分の立場を守るのは自己責任であると考えさせられた、という趣旨のコメントを自著に残している。
純朴で口下手であり、若松と行動を共にすることの多かった小川淳司（当時二軍監督）によれば、イベント等でのあいさつが終わる度に「今のでよかったか？ オレ、変なこと言ってなかったか」と尋ねられていたという。
プロ入り1年目の春季キャンプの時に、キャンプ地の鹿児島県湯之元から実家の北海道留萌市へ毎晩のように公衆電話をかけていたが、遠距離の通話料は高額なうえに、当時の電話機は10円玉しか使用できなかったので、あらかじめ用意しておいた10円玉があっという間になくなってしまった。そこでとある先輩選手が「電話機を横に倒すと10円玉が落ちるスピードが遅くなるぞ」と冗談を言うと、若松は「先輩、僕は電電公社にいましたがそんな話は聞いたことがありません。何かの間違いじゃないですか」と大真面目に答えたので、これは恐ろしく素直な男が入団してきたと評判になったという。
選手として通算2000安打、ヤクルト監督として2001年に日本一を達成、野球殿堂入りを果たすなど輝かしい実績を残したことから出身地・北海道では道民栄誉賞を受賞するなど絶大な人気を誇り、北海道日本ハムファイターズ監督への待望論もある。
現役時代の若松は金縛りに遭うことがあり、大矢明彦は霊感があると誤解していたという。

## 詳細情報

### 年度別打撃成績
| 年 度      | 球 団      | 試 合 | 打 席 | 打 数 | 得 点 | 安 打 | 二 塁 打 | 三 塁 打 | 本 塁 打 | 塁 打 | 打 点 | 盗 塁 | 盗 塁 死 | 犠 打 | 犠 飛 | 四 球 | 敬 遠 | 死 球 | 三 振 | 併 殺 打 | 打 率 | 出 塁 率 | 長 打 率 | O P S |
| ---------- | ---------- | ----- | ----- | ----- | ----- | ----- | -------- | -------- | -------- | ----- | ----- | ----- | -------- | ----- | ----- | ----- | ----- | ----- | ----- | -------- | ----- | -------- | -------- | ----- |
| 1971       | ヤクルト   | 112   | 305   | 274   | 40    | 83    | 18       | 1        | 3        | 112   | 15    | 6     | 8        | 8     | 1     | 15    | 0     | 7     | 28    | 1        | .303  | .354     | .409     | .762  |
| 1972       | ヤクルト   | 115   | 408   | 365   | 54    | 120   | 17       | 4        | 14       | 187   | 49    | 20    | 6        | 11    | 1     | 25    | 1     | 6     | 32    | 4        | .329  | .380     | .512     | .893  |
| 1973       | ヤクルト   | 128   | 486   | 438   | 59    | 137   | 29       | 2        | 17       | 221   | 60    | 12    | 8        | 10    | 1     | 32    | 8     | 5     | 43    | 4        | .313  | .366     | .505     | .870  |
| 1974       | ヤクルト   | 130   | 530   | 477   | 80    | 149   | 30       | 4        | 20       | 247   | 74    | 18    | 9        | 0     | 4     | 45    | 9     | 4     | 31    | 8        | .312  | .374     | .518     | .891  |
| 1975       | ヤクルト   | 123   | 500   | 453   | 55    | 132   | 16       | 3        | 8        | 178   | 48    | 6     | 4        | 4     | 2     | 37    | 4     | 4     | 30    | 12       | .291  | .349     | .393     | .742  |
| 1976       | ヤクルト   | 127   | 542   | 485   | 80    | 167   | 20       | 4        | 17       | 246   | 70    | 9     | 5        | 3     | 6     | 43    | 5     | 5     | 25    | 7        | .344  | .399     | .507     | .906  |
| 1977       | ヤクルト   | 122   | 503   | 441   | 95    | 158   | 30       | 5        | 20       | 258   | 70    | 13    | 4        | 4     | 5     | 46    | 3     | 7     | 14    | 9        | .358  | .423     | .585     | 1.008 |
| 1978       | ヤクルト   | 120   | 530   | 460   | 100   | 157   | 30       | 5        | 17       | 248   | 71    | 12    | 7        | 5     | 7     | 49    | 4     | 8     | 24    | 3        | .341  | .408     | .539     | .948  |
| 1979       | ヤクルト   | 120   | 492   | 438   | 81    | 134   | 30       | 1        | 17       | 217   | 65    | 8     | 4        | 2     | 2     | 45    | 7     | 5     | 38    | 6        | .306  | .376     | .495     | .871  |
| 1980       | ヤクルト   | 116   | 474   | 427   | 62    | 150   | 36       | 1        | 15       | 233   | 63    | 16    | 5        | 0     | 1     | 45    | 17    | 1     | 31    | 5        | .351  | .414     | .546     | .959  |
| 1981       | ヤクルト   | 95    | 358   | 323   | 49    | 94    | 12       | 2        | 13       | 149   | 37    | 5     | 3        | 4     | 3     | 24    | 4     | 4     | 24    | 11       | .291  | .345     | .461     | .806  |
| 1982       | ヤクルト   | 112   | 428   | 390   | 50    | 121   | 12       | 2        | 11       | 170   | 38    | 6     | 6        | 4     | 6     | 25    | 4     | 3     | 27    | 0        | .310  | .351     | .436     | .787  |
| 1983       | ヤクルト   | 112   | 451   | 413   | 61    | 139   | 21       | 1        | 15       | 207   | 60    | 11    | 1        | 9     | 1     | 27    | 2     | 1     | 21    | 11       | .337  | .378     | .501     | .879  |
| 1984       | ヤクルト   | 114   | 449   | 397   | 49    | 129   | 22       | 2        | 9        | 182   | 50    | 6     | 1        | 8     | 4     | 38    | 4     | 2     | 26    | 6        | .325  | .383     | .458     | .842  |
| 1985       | ヤクルト   | 114   | 485   | 443   | 52    | 133   | 13       | 1        | 12       | 184   | 34    | 2     | 1        | 8     | 3     | 31    | 1     | 0     | 30    | 14       | .300  | .344     | .415     | .759  |
| 1986       | ヤクルト   | 119   | 439   | 400   | 38    | 110   | 14       | 2        | 6        | 146   | 39    | 1     | 3        | 6     | 6     | 26    | 3     | 1     | 29    | 7        | .275  | .316     | .365     | .681  |
| 1987       | ヤクルト   | 55    | 81    | 69    | 6     | 26    | 2        | 2        | 3        | 41    | 16    | 0     | 0        | 1     | 1     | 10    | 2     | 0     | 7     | 2        | .377  | .450     | .594     | 1.044 |
| 1988       | ヤクルト   | 73    | 75    | 66    | 1     | 23    | 2        | 1        | 1        | 30    | 18    | 0     | 0        | 0     | 2     | 7     | 3     | 0     | 1     | 2        | .348  | .400     | .455     | .855  |
| 1989       | ヤクルト   | 55    | 54    | 49    | 3     | 11    | 1        | 0        | 2        | 18    | 7     | 0     | 0        | 0     | 0     | 4     | 2     | 1     | 2     | 0        | .224  | .296     | .367     | .664  |
| 通算：19年 | 通算：19年 | 2062  | 7590  | 6808  | 1015  | 2173  | 355      | 43       | 220      | 3274  | 884   | 151   | 75       | 87    | 56    | 574   | 83    | 64    | 463   | 112      | .319  | .375     | .481     | .856  |

- 各年度の太字はリーグ最高

### 年度別監督成績
| 年 度     | 球 団     | 順 位     | 試 合 | 勝 利 | 敗 戦 | 引 分 | 勝 率 | ゲ ｜ ム 差            | 本 塁 打               | 打 率                  | 防 御 率               | 年 齡                  |
| --------- | --------- | --------- | ----- | ----- | ----- | ----- | ----- | ---------------------- | ---------------------- | ---------------------- | ---------------------- | ---------------------- |
| 1999年    | ヤクルト  | 4位       | 135   | 66    | 69    | 0     | .489  | 15                     | 141                    | .264                   | 4.23                   | 52歳                   |
| 2000年    | ヤクルト  | 4位       | 136   | 66    | 69    | 1     | .489  | 12                     | 137                    | .264                   | 3.62                   | 53歳                   |
| 2001年    | ヤクルト  | 1位       | 140   | 76    | 58    | 6     | .567  | ―                      | 148                    | .274                   | 3.41                   | 54歳                   |
| 2002年    | ヤクルト  | 2位       | 140   | 74    | 62    | 4     | .544  | 11                     | 142                    | .263                   | 3.69                   | 55歳                   |
| 2003年    | ヤクルト  | 3位       | 140   | 71    | 66    | 3     | .518  | 15.5                   | 159                    | .283                   | 4.12                   | 56歳                   |
| 2004年    | ヤクルト  | 2位       | 138   | 72    | 64    | 2     | .529  | 7.5                    | 181                    | .275                   | 4.70                   | 57歳                   |
| 2005年    | ヤクルト  | 4位       | 146   | 71    | 73    | 2     | .493  | 17.5                   | 128                    | .276                   | 4.00                   | 58歳                   |
| 通算：7年 | 通算：7年 | 通算：7年 | 975   | 496   | 461   | 18    | .518  | Aクラス4回、Bクラス3回 | Aクラス4回、Bクラス3回 | Aクラス4回、Bクラス3回 | Aクラス4回、Bクラス3回 | Aクラス4回、Bクラス3回 |

- ※1 太字は日本一
- ※2　1999年から2000年までは135試合制
- ※3　2001年から2004年までは140試合制
- ※4　2005年からは146試合制

### タイトル
- 首位打者：2回（1972年、1977年）
- 最多安打 : 1回（1977年） ※当時連盟表彰なし、1994年より表彰

### 表彰
- 最優秀選手：1回（1978年）
- ベストナイン：9回（1972年 - 1974年、1976年 - 1980年、1984年）
- ダイヤモンドグラブ賞：2回（1977年、1978年）
- 野球殿堂競技者表彰（2009年）
- 日本シリーズ優秀選手賞：1回（1978年）
- 月間MVP：2回（1977年9月、1982年9月）
- オールスターゲームMVP：2回（1973年第1戦、1977年第1戦）
- 正力松太郎賞：1回（2001年）※監督として表彰
- 新語・流行語大賞 語録賞（2001年、「ファンの皆さま本当に日本一、おめでとうございます」）
- 報知プロスポーツ大賞：1回（1978年）

### 記録
初記録
- 初出場：1971年4月11日、対大洋ホエールズ2回戦（川崎球場）、8回表に藤原真の代打として出場
- 初打席・初安打・初打点：同上、8回表に山下律夫から適時打
- 初先発出場：1971年4月30日、対大洋ホエールズ5回戦（明治神宮野球場）、「2番・中堅手」として先発出場
- 初本塁打：1971年5月12日、対広島東洋カープ3回戦（広島市民球場）、8回表に外木場義郎から2ラン

節目の記録
- 100本塁打：1978年4月14日、対中日ドラゴンズ1回戦（明治神宮野球場）、1回裏に三沢淳から先制ソロ ※史上95人目
- 1000安打：1978年6月21日、対広島東洋カープ14回戦（広島市民球場）、5回表に北別府学から右前安打 ※史上111人目
- 1000試合出場：1979年5月12日、対阪神タイガース6回戦（長崎市営大橋球場）、「3番・左翼手」として先発出場 ※史上207人目
- 150本塁打：1981年4月15日、対読売ジャイアンツ2回戦（後楽園球場）、9回表に西本聖から右越ソロ ※史上60人目
- 1500安打：1982年5月4日、対読売ジャイアンツ3回戦（明治神宮野球場）、1回裏に西本聖から中前安打  ※史上43人目
- 1500試合出場：1983年8月14日、対阪神タイガース16回戦（平和台球場）、「3番・左翼手」として先発出場  ※史上76人目
- 300二塁打：1983年10月3日、対横浜大洋ホエールズ26回戦（横浜スタジアム）、8回表に門田富昭から左中間適時二塁打 ※史上25人目
- 200本塁打：1985年5月8日、対横浜大洋ホエールズ6回戦（横浜スタジアム）、6回表に関根浩史からソロ  ※史上45人目
- 3000塁打：1985年8月27日、対横浜大洋ホエールズ13回戦（明治神宮野球場）、9回裏に斉藤明夫から左前安打 ※史上27人目
- 2000安打：1985年10月9日、対阪神タイガース22回戦（阪神甲子園球場）、5回表にリチャード・ゲイルから右前安打 ※史上21人目
- 1000得点：1986年9月5日、対広島東洋カープ21回戦（明治神宮野球場）、3回裏に広沢克実の適時打で生還  ※史上20人目
- 350二塁打：1986年9月19日、対阪神タイガース21回戦（明治神宮野球場）、1回裏に仲田幸司から ※史上17人目
- 2000試合出場：1988年9月14日、対阪神タイガース20回戦（明治神宮野球場）、6回裏に荒井幸雄の代打・平田薫の代打として出場、工藤一彦から2点適時二塁打 ※史上26人目

その他の記録
- サイクル安打：1976年7月9日、対中日ドラゴンズ15回戦（明治神宮野球場） ※史上29人目
- シーズン打率3割以上：12回（1972年 - 1974年、1976年 - 1980年、1982年 - 1985年）※歴代3位タイ
- 打撃ベストテン入り：12回（1972年 - 1980年、1982年 - 1984年）※歴代5位
- 1試合5安打：1976年6月24日、対中日ドラゴンズ14回戦（ナゴヤ球場）
- 18試合連続安打3回（1976年9月14日 - 1976年10月10日、1980年4月22日 - 1980年5月18日、1984年7月17日 - 1984年8月14日）
- 2試合連続4安打2回（1972年5月14日 - 5月15日、1982年9月2日 - 9月4日）
- 3打席連続本塁打：1978年5月6日、対横浜大洋ホエールズ7回戦（横浜スタジアム）、5回表に根本隆からソロ、6回表に関本充宏から2ラン、7回表に田中由郎から2ラン
- 3イニング連続本塁打:同上、史上5人目
- 通算打率： .31918 ※歴代2位（レロン・リーの.320に続く数字。日本人選手としては1位）
- 通算代打打率：.349 ※歴代1位（300回以上の選手中）
- 通算サヨナラ本塁打：8本 ※セ・リーグタイ記録
- 通算代打サヨナラ本塁打：3本 ※歴代1位タイ
- 2試合連続代打サヨナラ本塁打 ※史上2人目
  - 1977年6月12日、対広島東洋カープ12回戦（明治神宮野球場）、10回裏に渡辺進の代打として出場、池谷公二郎からソロ
  - 1977年6月13日、対広島東洋カープ13回戦（明治神宮野球場）、9回裏に渡辺進の代打として出場、松原明夫から2ラン

- 1試合11守備機会：1980年9月19日、対阪神タイガース21回戦（明治神宮野球場） ※外野手としての日本記録
- オールスターゲーム出場：11回（1972年、1973年、1974年、1975年、1976年、1977年、1978年、1979年、1980年、1983年、1984年）
- オールスターゲーム先頭打者本塁打（1973年第3戦）※史上5人目

### 背番号
- 57（1971年）
- 1（1972年 - 1989年）
- 75（1993年 - 2005年）

## 関連情報

### 出演番組
- ニッポン放送ショウアップナイター
- BASEBALL SPECIAL〜野球道〜（現在は北海道文化放送制作分のみ、2006年から2008年はフジテレビ専属）
- SWALLOWS BASEBALL L!VE（2006年から2008年はフジテレビ専属解説者としての出演、2011年からはゲスト解説者としての出演）
- スーパーベースボール
- 文化放送ホームランナイター
- 文化放送ライオンズナイター
- スワローズTV!（放送終了）
- プロ野球ニュース（CS版。地上波時代は解説者としての出演なし。）
- すぽると!

### CM出演
- ヤクルト 野菜ジュース（1979年）[42]

### 著書
- 『背番号1の打撃論 小さな体でもホームランが打てる!』（ベースボール・マガジン社・2010年7月 ISBN 9784583102658）

### 漫画・アニメ
- 野球狂の詩 - 水原勇気とのドリームボール対決をしていた。